# 제2군수지원여단
제2군수지원여단(2nd Logistical Support Brigade)은 대한민국 육군 제2군단의 군수지원여단이다.
국방개혁 2.0의 군단 군수지원여단 계획에 따라 제3군수지원여단과 함께 2017년 12월 1일에 창설되었다.

## 편성
- 여단 본부
- 제12보급대대
- 제52탄약대대
- 제82정비대대
- 제92정비대대
- 제602수송대대
- 제2의무보급정비대
- 제2예방의무근무대
- 제2급양대

## 참고
1. ↑  안승회 (2017년 12월 3일). “육군, 2군수지원여단·3군수지원여단 창설”. 국방일보. 2020년 2월 15일에 원본 문서에서 보존된 문서. 2018년 3월 9일에 확인함.